# Greenville (Mississippi)
Greenville település az Amerikai Egyesült Államok Mississippi államában, Washington megyében, melynek megyeszékhelye is. Lakosainak száma 29 670 fő (2020. április 1.).

## Népesség
A település népességének változása:
| Lakosok száma | 41 633 | 34 400 | 30 686 | 29 670 |
|               | 2000   | 2010   | 2017   | 2020   |